# 撫養川親水公園
撫養川親水公園（むやがわしんすいこうえん）は、徳島県鳴門市の撫養川沿いにある公園。

## 概要
1988年（昭和63年）、撫養川が建設省の「ふるさとの川モデル河川」に指定され、「撫養川・新池川水辺空間整備計画」に基づき整備された。撫養川左岸の城見橋北詰には同じ事業で整備された東浜第2公園があり、水面に桟敷広場がある。
園内には、「水上ステージ」や、グリム童話の場面を再現した石の立体壁画を配置している「グリムメルヘンプロムナード」などを設けている。また鳴門市文化会館と隣接している。
2000年（平成12年）には、国土交通省の手づくり郷土賞を受賞。

## 交通
- JR鳴門線鳴門駅下車、車で約10分。